# یوهنی والدز
یوهنی والدز (انگلیسی: Johenny Valdez؛ زادهٔ ۱۲ دسامبر ۱۹۸۶) یک بازیکن تنیس روی میز اهل دومینیکا است.
وی در مسابقات کشوری و بین‌المللی در مجموع برنده ۱ مدال طلا شده‌است.